# Leopold Wohlrab
Leopold Wohlrab (født 22. marts 1912, død 5. januar 1981) var en østrigsk håndboldspiller, som blandt andet deltog i OL 1936.
Han var en del af det østrigske håndboldlandshold, som vandt sølvmedalje. Han spillede i tre kampe.